# Ivan Fëdorovič Tevosjan
Ivan Fëdorovič Tevosjan (in russo Иван Фёдорович Тевосян?, nato Ovanes Tevadrosovič Tevosjan, Ованес Тевадросович Тевосян; in armeno Հովհաննես Թևոսյան?, Hovhannes T'evosyan; Şuşa, 4 gennaio 1902 – Mosca, 30 marzo 1958) è stato un politico, diplomatico e ingegnere sovietico di origine armena.

## Biografia
Figlio di un sarto, si adoperò fin da giovanissimo per l'affermazione del potere sovietico in Azerbaigian, entrando nel 1918 nelle file del Partito Comunista Russo (bolscevico). Diventò l'anno dopo segretario del comitato clandestino del partito a Baku e nel 1921 fu delegato al X Congresso. Nello stesso anno partecipò come artigliere ai combattimenti per reprimere la rivolta di Kronštadt. Terminò nel 1927 l'Accademia montana e iniziò a lavorare come ingegnere nel settore metallurgico nell'oblast' di Mosca. Tra il 1936 e il 1939 fu vicecommissario del popolo per l'industria della difesa. Nel 1939 fu eletto nel Comitato Centrale del PCUS, di cui avrebbe fatto parte per tutta la vita, e divenne Commissario del popolo per l'industria navale fino all'anno successivo, quando fu nominato Commissario del popolo per la siderurgia. Ricoprì tale ruolo durante la Seconda guerra mondiale e poi dopo la ristrutturazione dei Commissariati del popolo in Ministeri, compresi i brevi periodi in cui il Ministero della siderurgia fu accorpato a quello della metallurgia non ferrosa nel Ministero dell'industria metallurgica. Dal 1949 al 1953 fu inoltre uno dei vicepresidenti del Consiglio dei ministri. Dal 1956 al 1958 fu ambasciatore sovietico in Giappone.